# Perodua Viva
La Perodua Viva est une automobile Malaise lancée en mai 2007, c'est une Daihatsu Cuore sixième génération rebadgée.